# Alice Garay
Alice Garay (* 22. Juli 1971) ist eine argentinische Badmintonspielerin. 

## Karriere
Alice Garay wurde 1994 erstmals nationaler Meister in Argentinien. Weitere Titelgewinne folgten 1995 und 2004. 1995, 1997 und 1999 nahm sie an den Badminton-Weltmeisterschaften teil. Bei der Badminton-Südamerikameisterschaft 1996 gewann sie Bronze.

## Sportliche Erfolge
| Saison | Veranstaltung               | Disziplin   | Platz | Name                               |
| ------ | --------------------------- | ----------- | ----- | ---------------------------------- |
| 1993   | Argentinische Meisterschaft | Damendoppel | 1     | Marion Meyer / Alice Garay         |
| 1994   | Argentinische Meisterschaft | Mixed       | 1     | Jorge Meyer / Alice Garay          |
| 1994   | Argentinische Meisterschaft | Dameneinzel | 1     | Alice Garay                        |
| 1995   | Argentinische Meisterschaft | Damendoppel | 1     | Roswitha Szczepanski / Alice Garay |
| 1995   | Argentinische Meisterschaft | Mixed       | 1     | Alejandro Meyer / Alice Garay      |
| 1995   | Argentinische Meisterschaft | Dameneinzel | 1     | Alice Garay                        |
| 1996   | Argentinische Meisterschaft | Damendoppel | 1     | Andrea Somrau / Alice Garay        |
| 2003   | Argentinische Meisterschaft | Damendoppel | 1     | Alice Garay / Soledad Pisonero     |
| 2004   | Argentinische Meisterschaft | Dameneinzel | 1     | Alice Garay                        |